# Helmuth von Glasenapp
Otto Max Helmuth von Glasenapp, född 8 september 1891 i Berlin, död 25 juni 1963 i Tübingen, var en tysk indolog.
Glasenapp var professor i Königsberg 1928–44 och i Tübingen 1946–59. 
Han utgav bland annat framställningar över hinduismen (1922) och jainismen (1925) samt Madhva's Philosohie des Vishnu-Glaubens (1923). I Handbuch der Literaturwissenschaft författade Glasenapp kapitlet om Indische Literaturen (1926).
Han skrev dessutom boken Die Religionen Indiens (1943, svensk översättning "Indiens religioner", 1967).
1963 utkom översiktsverket "Die Fünf Weltreligionen". Boken utgavs 1965 på svenska i översättning av Margareta Edgardh med titeln "De fem världsreligionerna" (Aldus/Bonniers).